# Dosso fluviale
Il dosso fluviale è una fascia di terreno in rilievo rispetto alle aree circostanti con andamento stretto e allungato che si forma parallelamente al corso dei fiumi della pianura.

## Formazione
Il dosso è generato dall’accumulo di sedimenti alluvionali sabbioso-limosi e presenta una debole pendenza laterale. Ha origine quando le acque fluviali sono caratterizzate da una lenta velocità di deflusso e tendono a depositare il sedimento trasportato. In caso di rotte i materiali più grossolani come sabbia e limo vengono depositati nei pressi del corso d’acqua mentre quelli a granulometria più fine quali le argille sono depositate nei terreni più lontani. A causa della maggiore compressibilità dell’argilla rispetto alla sabbia, nelle aree più remote si originano terreni con altimetria più depressa mentre in prossimità dell’asta fluviale si ha un progressivo innalzamento del livello del terreno

## Localizzazione
I dossi fluviali sono ubicati nella media e bassa pianura in corrispondenza di corsi d’acqua o di paleoalvei.